# Repräsentantenhaus von Pennsylvania
Das Repräsentantenhaus von Pennsylvania (Pennsylvania House of Representatives) ist das Unterhaus der Pennsylvania General Assembly, der Legislative des US-Bundesstaates Pennsylvania.
Die Parlamentskammer setzt sich aus 203 Abgeordneten zusammen. Sie repräsentieren jeweils einen Wahlkreis mit durchschnittlich 60.498 Einwohnern (Stand 2002) und werden für eine Amtszeit von zwei Jahren gewählt. Die Wahlen finden in jedem geraden Jahr im November statt. Es gibt keine Beschränkung der Amtszeiten. Der Sitzungssaal des Repräsentantenhauses befindet sich gemeinsam mit dem Staatssenat im Pennsylvania State Capitol in der Hauptstadt Harrisburg.

## Struktur der Kammer
Vorsitzender des Repräsentantenhauses ist der Speaker of the House. Das Amt des Speakers ist das älteste gewählte Amt für ganz Pennsylvania. Die erste Sitzung fand 1682 unter der Führung von William Penn statt. Kurz zuvor haben ihn über 130 Abgeordnete ins Amt gewählt. Die Parlamentskammer kann keine offizielle Sitzung in der Abwesenheit des Speakers oder seines Stellvertreters, des Speakers pro tempore, abhalten. Der Speaker ist auch für den Ablauf der Gesetzgebung verantwortlich und überwacht die Abstellungen in die verschiedenen Ausschüsse. Weitere wichtige Amtsinhaber sind der Mehrheitsführer (Majority leader) und der Oppositionsführer (Minority leader), die von den jeweiligen Fraktionen gewählt werden.

### Zusammensetzung
| Partei   | Partei                 | Abgeordnete |
| -------- | ---------------------- | ----------- |
|          | Republikanische Partei | 112         |
|          | Demokratische Partei   | 91          |
| Summe    | Summe                  | 203         |
| Mehrheit | Mehrheit               | 21          |

### Wichtige Mitglieder
| Position                            | Name              | Partei       |
| ----------------------------------- | ----------------- | ------------ |
| Speaker                             | Bryan Cutler      | Republikaner |
| Mehrheitsführer (Majority Leader)   | Kerry Benninghoff | Republikaner |
| Oppositionsführer (Minority Leader) | Joanna McClinton  | Demokrat     |